# Jaskinia Dzika
Jaskinia Dzika – jaskinia na lewym zboczu górnej części Doliny Kluczwody w miejscowości Wierzchowie w województwie małopolskim, w powiecie krakowskim, w gminie Wielka Wieś. Pod względem geograficznym znajduje się na Wyżynie Olkuskiej będącej częścią Wyżyny Krakowsko-Częstochowskiej.

## Położenie
Jaskinia położona jest w odległości ok. 1 km od drogi krajowej nr 94 w Dzikich Turniach. Jej otwór wylotowy o północno-zachodniej ekspozycji widoczny jest z drogi prowadzącej ich podnóżem (gdy drzewa są w stanie bezlistnym). Znajduje się w odległości kilkaset metrów od niej, w górnej części dolinki między skałami. Jaskinia Dzika znajduje się pomiędzy Jaskinią Mamutową (Jaskinią Wierzchowską Dolną) a Jaskinią Wierzchowską Górną. Zwana jest też Jaskinią Wierzchowską Średnią. Obok wszystkich tych jaskiń prowadzi żółty Szlak Dolinek Jurajskich.

## Opis jaskini
Jaskinia Dzika podobna jest do Jaskini Mamutowej, jednak jest od niej znacznie mniejsza i mniej interesująca. Otwór wejściowy jest bardzo wysoki, ma postać wnęki o dnie zawalonym dużymi głazami. Po jej prawej stronie znajduje się boczny otwór, którym można wyjść na zbocze poniżej. Właściwy korytarz jaskini prowadzi w kierunku południowo-wschodnim. Jaskinia składa się praktycznie z jednego tylko, dość prostego korytarza. Ma kilka rozszerzeń i bocznych odgałęzień, ale wąskich, ślepych i ciasnych. Łączna długość korytarzy wynosi 61 m.
Jaskinia powstała w późnojurajskich wapieniach skalistych na szczelinie tektonicznej przecinającej w poprzek Dolinę Kluczwody. Została wytworzona przez wody w strefie wadycznej. Wskazuje na to kształt korytarzy i ich wymycie. Namulisko w nyży przed jaskinią jest próchniczne, ubogie, w pierwszych 10 m korytarza również próchniczne, jeszcze bardziej ubogie, w dalszej części złożone z wapiennego gruzu po bokach zlepionego naciekową skorupą. W jaskini jest kilka bardzo zniszczonych stalaktytów i polewy skalne. Na powierzchni namuliska występują kości współczesnych zwierząt. Jaskinia jest wilgotna, kapie z niej woda, a na dnie miejscami są kałuże. Zamieszkują ją liczne gatunki pajęczaków, licznie występują w niej także motyle i muchówki. Hibernuje w niej kilka gatunków nietoperzy.

## Historia poznania
Miejscowej ludności jaskinia zapewne znana była od dawna. Jest często odwiedzana przez turystów. W literaturze po raz pierwszy opisana została w 1935 r. przez Z. Ciętaka. Przez G. Ossowskiego została umieszczona na mapie Doliny Kluczwody. Zinwentaryzował ją K. Kowalski w 1950 r. W 1981 r. E. Sanocka-Wołoszynowa badała w niej faunę pajęczaków. W 2007 i 2012 r. sporządzono spisy hibernujących w niej nietoperzy. W 2000 r. prowadzono badania geochemiczne wody.
Obok Jaskini Dzikiej znajduje się Schronisko przy Jaskini Dzikiej. Ma otwór po jej lewej stronie.

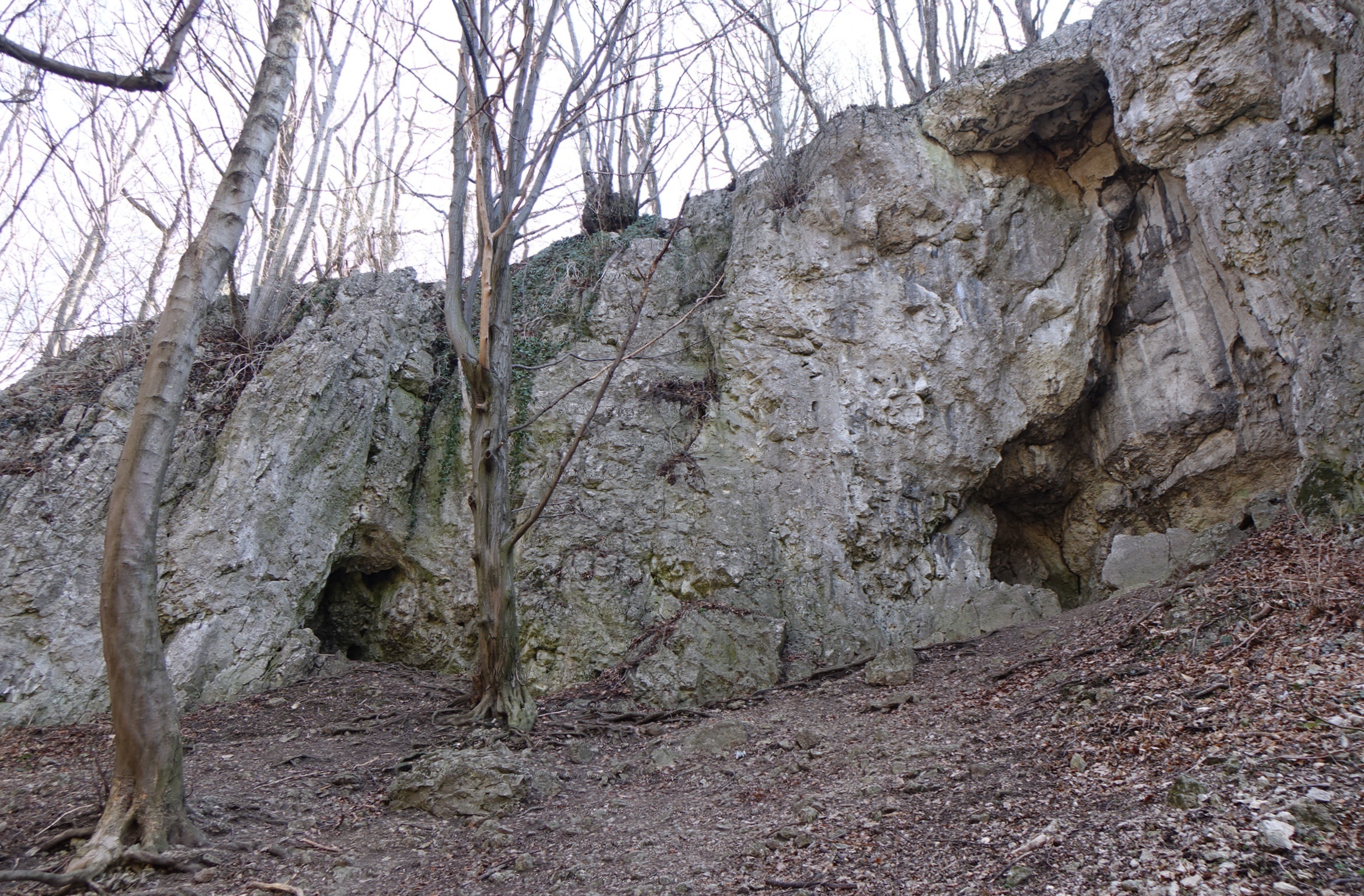
Otwory Schroniska przy Jaskini Dzikiej i Jaskini Dzikiej
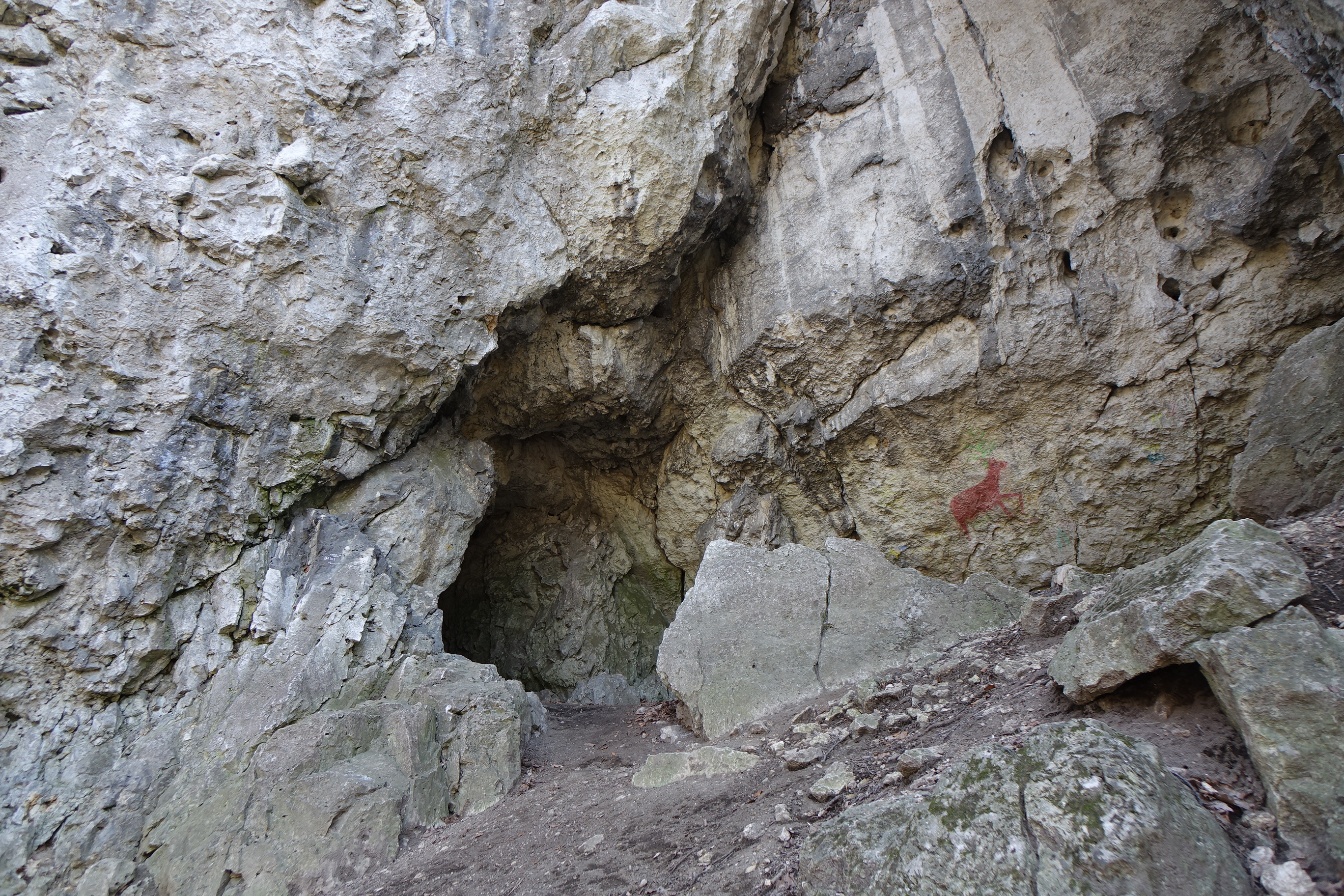
Otwór główny Jaskini Dzikiej
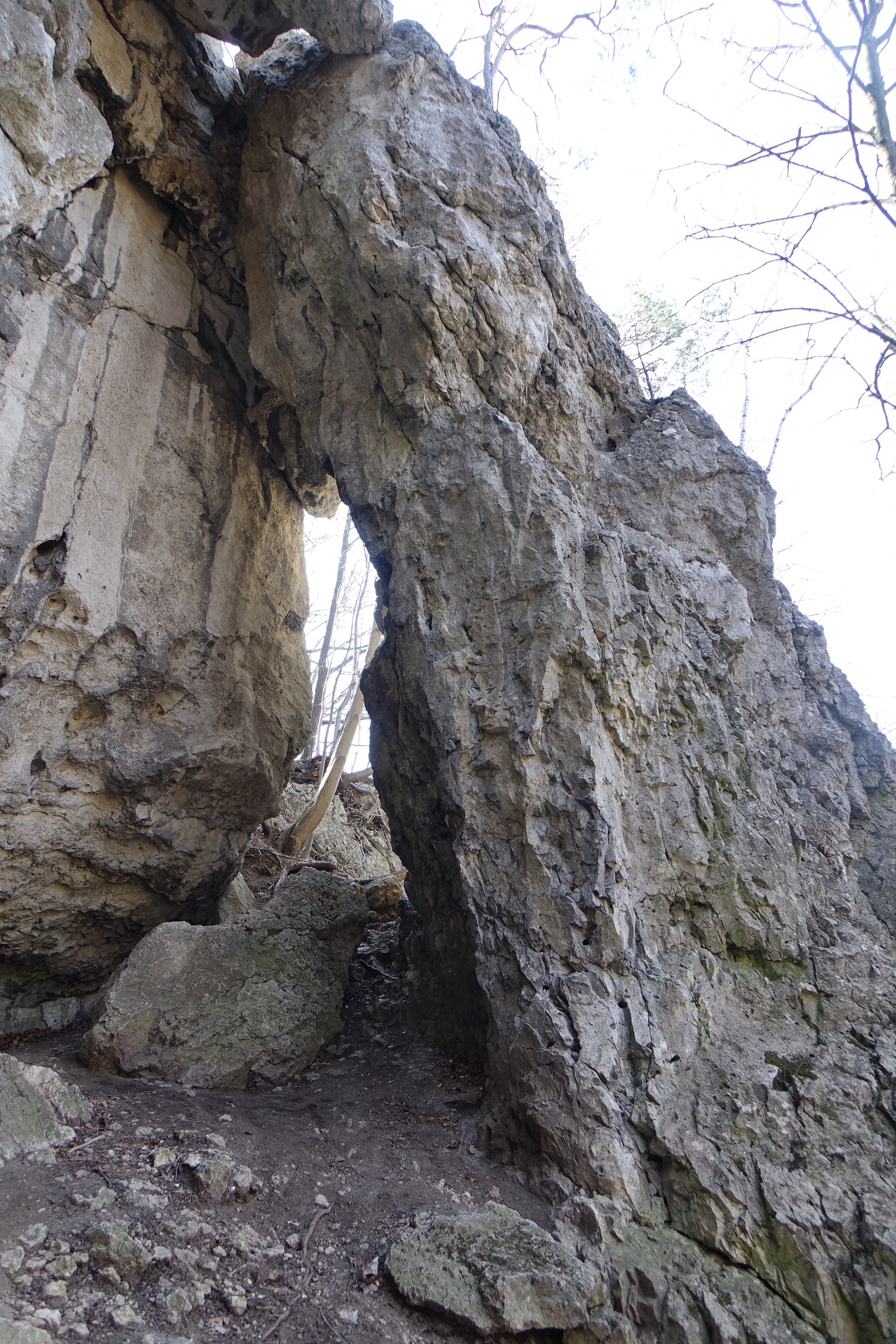
Otwór boczny
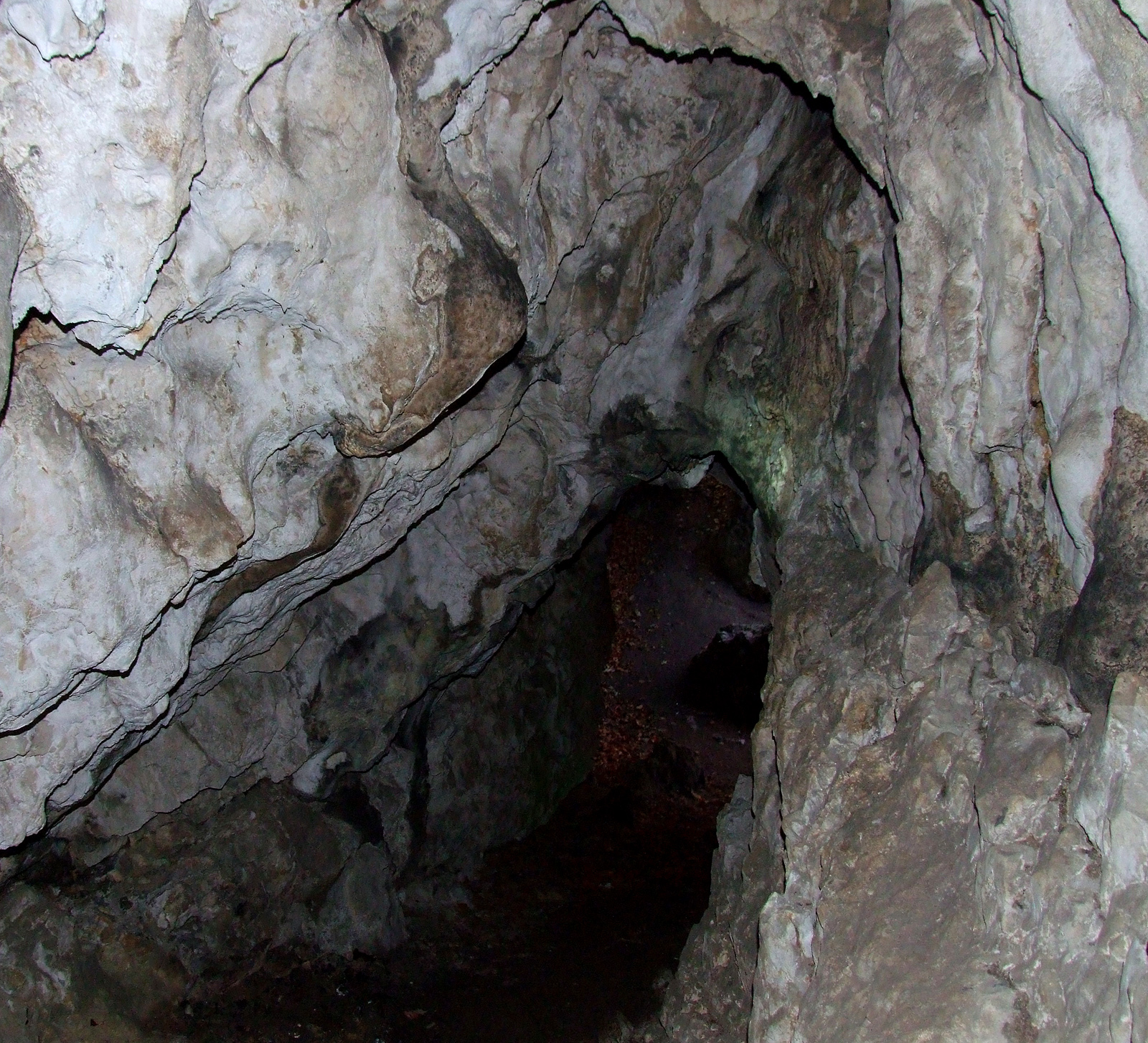
Korytarz
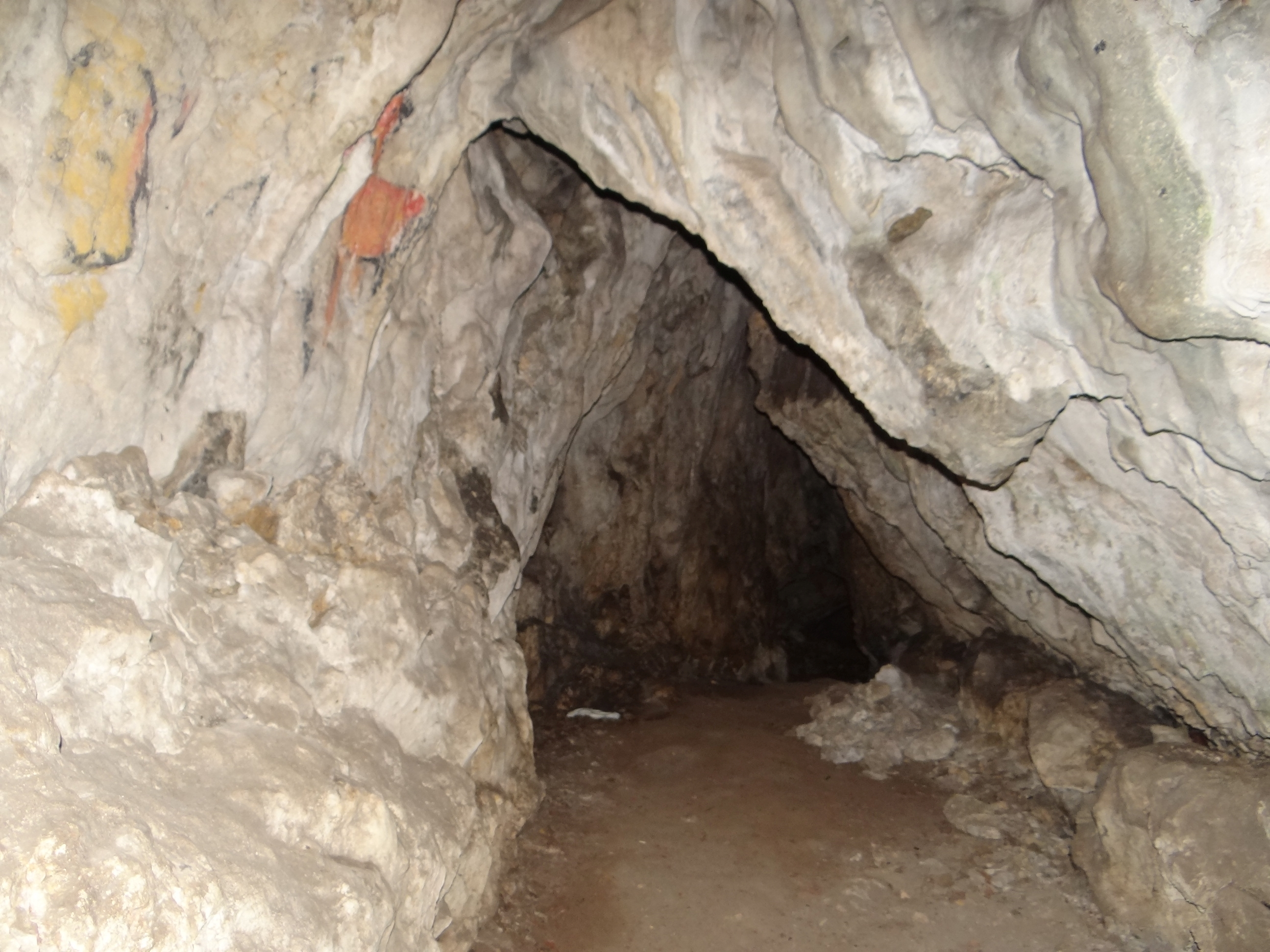
Korytarz
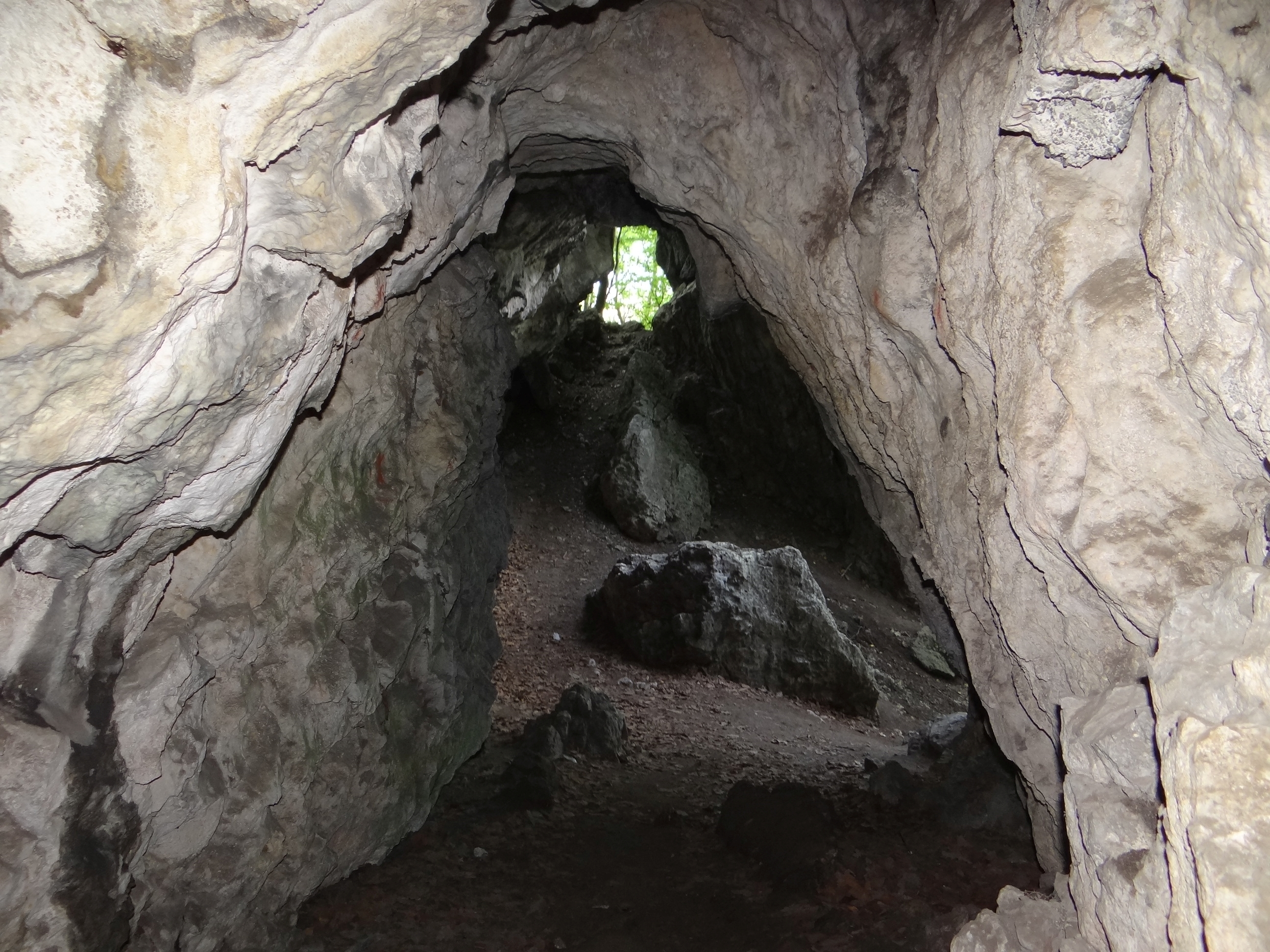
Widok z korytarza